# Evelyne Gugolz

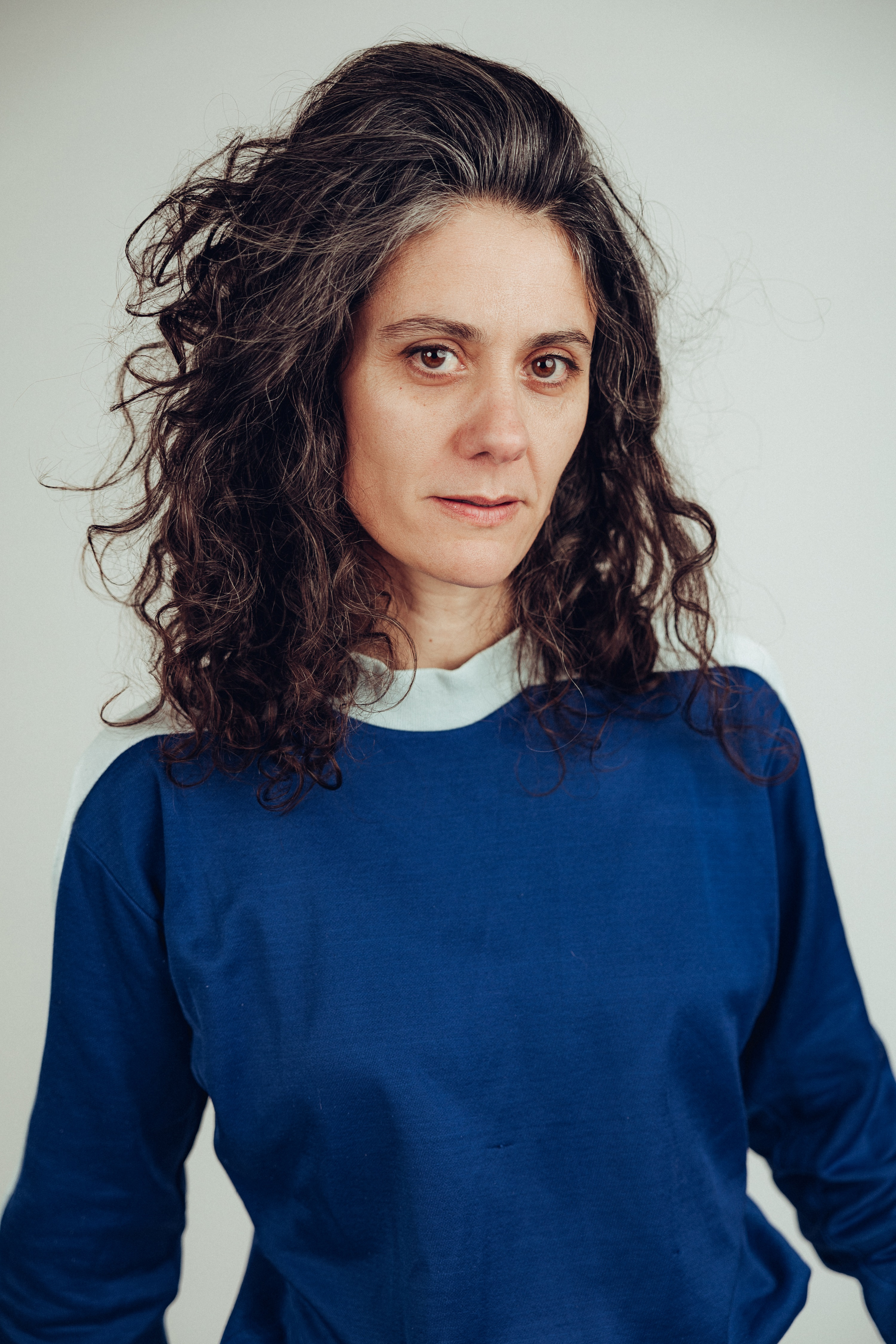
Evelyne Gugolz (2023). Foto: Joel Heyd

Evelyne Gugolz (* 1977 in Zug) ist eine Schweizer Theater- und Filmschauspielerin.

## Leben und künstlerische Karriere
Evelyne Gugolz absolvierte ihr Schauspielstudium an der Zürcher Hochschule der Künste. Anschließend arbeitete sie mit freien Theaterformationen, die sie an unterschiedliche Theater und Produktionsstätten führten wie das Theater Basel, die Gessnerallee Zürich, die Sophiensäle Berlin, das Kampnagel Hamburg, das Impulse Festival und das Festival Belluard Bollwerk. Dabei arbeitete sie mit Regisseuren wie Elsa-Sophie Jach, Thom Luz, Schorsch Kamerun, Karin Henkel, Luise Voigt, Mateja Koležnik, David Bösch, Anselm Weber, Corsin Gaudenz und Bettina Glaus zusammen. Daneben war Gugolz in Fernseh-, Kurz- und Kinofilmen zu sehen.
Seit der Spielzeit 2019/2020 ist sie festes Ensemblemitglied am Residenztheater München (Bayerisches Staatsschauspiel).

## Theater (Auswahl)

### Theater an der Sihl Zürich
- 2002: Kombat - Ein theatralischer Grabenkampf entlang der Sprachgrenze (als Ev). Von Schauspielschulen aus Zürich und Lausanne. Inszenierung: Albrecht Hirche
- 2002: Ein Sportstück (als Mutter / Sportlerin / Chor). Von Elfriede Jelinek. Inszenierung: Stephan Müller
- 2003: Radio Noir (als Ligea). Inszenierung: Tomas Schweigen
- 2003: Frühlings Erwachen (als Mutter). Von Frank Wedekind. Inszenierung: David Bösch
- 2004: Rose is a rose is a rose (als Rose). Nachdem Roman "Die Welt ist rund" von Gertrude Stein. Inszenierung: Corsin Gaudenz

### Stadttheater Bern
- 2005: Der Sturm (als Miranda). Von William Shakespeare. Inszenierung: Christoph Frick
- 2005: Die Frau von früher (als Tina). Von Roland Schimmelpfennig. Inszenierung: Barbara Weber
- 2005: Lost in Romance (als Marianne). Nach "Pierrot le Fou" von Jean-Luc Godard. Inszenierung: Wolfgang Klüppel (in Kooperation mit TD.Berlin)

### Freischwimmer - Plattform für junges Theater Berlin Hamburg Düsseldorf Zürich
- 2006: Was wusste schon das Wasser vom Abschied und vom Weh (als Matrosenbraut). Vom Team Mercimax. Inszenierung: Karin Arnold

### Theater Basel
- 2019: Radio Requiem (als Radiosprecherin). Eine begehbare Rauminszenierung von Thom Luz (Uraufführung). Inszenierung: Thom Luz
- 2019: Yerma (als Wäscherin). Von Federico García Lorca. Inszenierung: Mateja Koležnik

### Residenztheater München
- 2019: Ronja Räubertochter (als Lovis). Nach dem Roman von Astrid Lindgren, Inszenierung: Daniela Kranz
- 2020: M-Eine Stadt sucht einen Mörder (1/2/3) - 1: Wer hat Angst vor was eigentlich? - 2: Wem nutzt welcher Schrecken? - 3: Hässliche Furcht oder schönste Gegenwehr? (als Ermittlerin 1). Eine  Konzertinstallation von Schorsch Kamerun nach Fritz Lang und  Thea von Harbou. Inszenierung: Schorsch Kamerun (In Kooperation mit dem Bayerischen Rundfunk und der Münchener Biennale)
- 2021: Herz aus Glas (als Paulin). Nach Herbert Achternbusch. Inszenierung: Elsa-Sophie Jach
- 2021: Gott (als Brandt, Augenärztin). Von Ferdinand von Schirach. Inszenierung: Max Färberböck[3][4]
- 2021: Die Unerhörten – Technoide Liebesbriefe für antike Heldinnen. Mit Texten von u. a. Aischylos, Ingeborg Bachmann, Hélène Cixous, Euripides, Esther Hutfless, Enis Maci, Friederike Mayröcker, Helga M. Novak, Ovid, Sappho, Elisabeth Schäfer, Christa Wolf. Inszenierung: Elsa-Sophie Jach
- 2022: Warten auf Platonow (als Rechter Ringfinger). Nach Anton Pawlowitsch Tschechow. Inszenierung: Thom Luz[5]
- 2022: Die Ereignisse (als Claire). Von David Greig. Inszenierung: Daniela Kranz
- 2023: Archiv der Tränen (als Vera). Von Magdalena Schrefel. Inszenierung:  Elsa-Sophie Jach[6]
- 2023: Die Fliegen (als Jupita). Nach Jean-Paul Sartre mit einem Prolog und Epilog von Thomas Köck. Inszenierung: Elsa-Sophie Jach[7][8][9][10][11]
- 2024: Sternstunden der Menschheit (als Besucherin u. a.). Nach Stefan Zweig in einer Fassung von Thom Luz. Inszenierung: Thom Luz (In Kooperation mit den Salzburger Festspielen)[12][13][14][15][16]
- 2024: Sohn einer Mutter. Mutter eines Sohns (als Mahin, Mutter). Text und Inszenierung: Pooyan Bagherzadeh[17][18]
- 2024: Das Schloss (als Gehilfe Arthur). Nach Franz Kafka. Inszenierung: Karin Henkel[19][20][21][22][23][24][25][26]
- 2024: Die Gewehre der Frau Carrar / Würgendes Blei (als Die alte Frau Perez). Von Bertolt Brecht als Fortschreibung von Björn SC Deigner. Inszenierung: Luise Voigt[27]
- 2025: Welt/Bühne Salon Nr. 6. Mit der Autorin Carla Zuñiga Morales (Chile)[28]
- 2025: Ophelia Balladen. Balladenabend mit Texten von Pia Händler  und Auszügen aus Hamlet von William Shakespeare. Inszenierung: Pia Händler[29]
- 2025: Romeo und Julia (als Lady Montague / Apothekerin). Von William Shakespeare. Inszenierung: Elsa-Sophie Jach[30]
- 2025: Kasimir und Karoline (als Elli). Von Ödön von Horváth. Inszenierung: Barbara Frey[31]

### Bayerische Staatsoper München
- 2022: Bluthaus (als Frau Beikirch / Frau Dr. Rahmani). Von Georg Friedrich Haas und Claudio Monteverdi (Komponisten) und ,Händl Klaus (Text). Libretti von Ottavio Rinuccini. Musikalische Leitung:Titus Engel. Inszenierung / Choreografie: Claus Guth (Eine Produktion der Bayerischen Staatsoper und des Residenztheaters München in Koproduktion mit der Opéra National de Lyon)

## Filmografie (Auswahl)
- 2014: Upload
- 2016: Vakuum

## Hörspiele (Auswahl)
- 2019: Gottfried Keller: Martin Salander (6 Teile) (Myrrha, Wirtsmagd) – Bearbeitung und Regie: Mark Ginzler (Hörspielbearbeitung – SRF)
- 2020: Schorsch Kamerun: M – Eine Stadt sucht einen Mörder (Wer hat Angst vor was eigentlich?) Vorlage: M – Eine Stadt sucht einen Mörder (Film) – Komposition und Regie: Schorsch Kamerun (Hörspielbearbeitung – BR)

Quellen: HÖRDAT, die Hörspieldatenbank und ARD-Hörspieldatenbank

## Auszeichnungen
- 2025: Einladung zum Berliner Theatertreffen mit Die Gewehre der Frau Carrar / Würgendes Blei (Residenztheater München)